# Chromocyphellaceae
Chromocyphellaceae Knudsen – rodzina grzybów należący do rzędu pieczarkowców (Agaricales).

## Systematyka i nazewnictwo
Pozycja w klasyfikacji: Agaricales, Agaricomycetidae, Agaricomycetes, Agaricomycotina, Basidiomycota, Fungi (według Index Fungorum).
Rodzinę tę do taksonomii grzybów wprowadził Henning Knudsen w 2010 r. Według Index Fungorum bazującym na Dictionary of the Fungi jest to takson monotypowy:
- rodzaj: Chromocyphella De Toni & Levi 1888[2].